# Melipotis
Melipotis là một chi bướm đêm thuộc họ Erebidae.

## Loài
- Melipotis acontioides Guenée, 1852
- Melipotis agrotoides Walker, 1858
- Melipotis amphix Cramer, [1777]
- Melipotis cellaris Guenée, 1852
- Melipotis contorta Guenée, 1852
- Melipotis famelica Guenée, 1852
- Melipotis fasciolaris Hübner, [1831]
- Melipotis indomita Walker, 1858
- Melipotis januaris Guenée, 1852
- Melipotis jucunda Hübner, 1818
- Melipotis melanoschista Meyrick, 1897
- Melipotis nigrobasis Guenée, 1852
- Melipotis novanda Guenée, 1852
- Melipotis ochrodes Guenée, 1852
- Melipotis perpendicularis Guenée, 1852
- Melipotis phaeocrossa Turner, 1932
- Melipotis prolata Walker, 1858